# Kohayagawa-ke no aki
Kohayagawa-ke no aki (小早川家の秋, Kohayagawa-ke no aki, lit. "Outono da família Kohayagawa") (Brasil: Fim de Verão/Portugal: O Outono da Família Kohayakawa) é um filme japonês de 1961 dirigido por Yasujirō Ozu para a Toho Films. Foi inscrito no 12º Festival Internacional de Cinema de Berlim. Essa foi a penúltima produção que Ozu fez para a Shochiku Films, sendo seu último filme para essa empresa, Sanma no Aji (1962).

## Sinopse
Manbei Kohayagawa (Nakamura Ganjirō II) é o chefe de uma pequena empresa que produz saquê nos arredores de Kyoto, com a colaboração de suas duas filhas e uma nora viúva. Sua nora, Akiko (Setsuko Hara), e sua filha mais nova, Noriko (Yoko Tsukasa), moram em Osaka. Akiko trabalha em uma galeria de arte e tem um filho, Minoru. Noriko, solteira, trabalha como funcionária de escritório. A outra filha de Manbei, Fumiko (Michiyo Aratama), mora com ele. Seu marido, Hisao, ajuda na empresa de seu pai, e eles têm um filho pequeno, Masao.
Manbei pede a seu cunhado Kitagawa (Daisuke Katō) para encontrar um marido para Akiko, e Kitagawa pede a Akiko que saía com um amigo seu, Isomura Eiichirou (Hisaya Morishige), um viúvo, em um bar. Isomura está entusiasmado com o seu novo encontro, mas Akiko fica relutante. Manbei também pede a Kitagawa que organize uma sessão com uma casamenteira para Noriko, que está apaixonada por Teramoto (Akira Takarada), mas ela não expressa isso porque Teramoto está se mudando para Sapporo para ser professor assistente de uma universidade.
Durante o verão, Manbei saí de casa às escondidas constantemente para encontrar um antigo amor, uma ex-amante chamada Sasaki Tsune (Chieko Naniwa). Sasaki tem uma filha já adulta, e bastante ocidentalizada, Yuriko, que pode ou não ser filha do próprio Manbei. Quando Fumiko descobre que Manbei está saindo com Sasaki novamente, ela fica furiosa e confronta seu pai, mas Manbei nega a todo custo qualaquer paternidade.
Os Kohayagawa se reúnem no túmulo da falecida mãe da família em Arashiyama. Manbei tem umataque cardíaco após brigar com Fumiko por causa de Sasaki, mas acorda revigorado no dia seguinte. Akiko pergunta a Noriko sobre outra recente sessão com a casamenteira e, embora Noriko admita que está se divertindo, ela revela que ainda sente saudades de Teramoto.
Em uma viagem secreta com Sasaki de ida e volta a Osaka, Manbei tem outro ataque cardíaco e morre pouco tempo depois. Sasaki informa as filhas sobre o ocorrido. A empresa de saquê dos Kohayagawa, prestes a falir, funde-se com uma empresa rival, enquanto isso, Noriko decide ir a Sapporo em busca de Teramoto. No final do filme, os membros da família Kohayagawa se juntam mais uma vez e relembram dos momentos que passaram com Manbei, durante a cremação de seu corpo.

## Elenco
| Ator                | Papel                                                  |
| ------------------- | ------------------------------------------------------ |
| Nakamura Ganjiro II | Kohayagawa Manbei                                      |
| Setsuko Hara        | Akiko, nora viúva de Manbei                            |
| Yoko Tsukasa        | Noriko, a filha mais nova de Manbei                    |
| Michiyo Aratama     | Fumiko, filha mais velha de Manbei                     |
| Keiju Kobayashi     | Hisao, marido de Fumiko                                |
| Chieko Naniwa       | Sasaki Tsune                                           |
| Reiko Dan           | Yuriko, filha de Sasaki                                |
| Haruko Sugimura     | Kato Shige, cunhada de Manbei vinda de Nagoya          |
| Hisaya Morishige    | Isomura Eiichirou, pretendente de Akiko                |
| Daisuke Katō        | Kitagawa Yanosuke, "o tio de Osaka", cunhado de Manbei |
| Akira Takarada      | Teramoto Tadashi                                       |
| Kyū Sazanka         | Yamaguchi, secretário-chefe                            |
| Yu Fujiki           | Maruyama Rokutarou, secretário assistente              |
| Haruko Togo         | Kitagawa Teruko, esposa de Yanosuke                    |
| Yumi Shirakawa      | Nakanishi Takako, amiga de Noriko                      |
| Tatsuo Endo         | Hayashi Seizo                                          |
| Masahiko Shimazu    | Masao, filho de Hisao e Fumiko                         |
| Chishū Ryū          | Fazendeiro                                             |
| Yuko Mochizuki      | Fazendeira                                             |

## Produção
A fim de garantir seu contrato com as estrelas Setsuko Hara e Yoko Tsukasa da Toho do seu filme anterior, Akibiyori, Ozu concordou em dirigir Kohayagawa-ke no aki para o estúdio, tornando-o seu único filme para a Toho e o terceiro de outros dois filmes não dirigidos pela Shochiku (os outros foram Ukigusa para a Daiei e Munekata kyōdai para a Shintoho). Como resultado, o filme está repleto de atores da Toho, muitos dos quais aproveitaram a oportunidade para aparecer no único filme de Ozu nessa empresa, que incluí atores como Hisaya Morishige e Akira Takarada em pequenos papéis para colaborarem com o famoso diretor. Ozu adicionou uma cena no final para acomodar a estrela Yuko Mochizuki, que pediu para participar do filme, e também do seu principal colaborador de muitos anos, Chishū Ryū. 

## Recepção
Dennis Schwartz elogiou Kohayagawa-ke no aki em uma crítica, descrevendo como uma "hábil mistura de comédia e tragédia", que as "travessuras animadas de Manbei dão ao filme um tom maravilhosamente lúdico". 
O cineasta Eugène Green, que deu ao filme um de seus dez votos numa pesquisa da Sight & Sound de 2012 sobre os melhores filmes do mundo, escreveu que ele "se destaca como uma meditação sobre a morte, com certas cenas de poder e beleza extraordinários. As cenas entre as duas irmãs são profundamente comoventes."  O cineasta Ashim Ahluwalia também mencionou o filme como um dos dez melhores de todos os tempos, escrevendo: "Kohayagawa-ke no aki é um filme comovente e quase perfeito sobre finais, feito um ano antes da morte de Ozu." 